# Liste der Naturdenkmäler im Bezirk Hollabrunn
Die Liste der Naturdenkmäler im Bezirk Hollabrunn enthält die Naturdenkmäler im Bezirk Hollabrunn.

## Naturdenkmäler
| Foto |                 | Name                                                              | ID                                    | Standort | Beschreibung | Fläche | Datum      |
| ---- | --------------- | ----------------------------------------------------------------- | ------------------------------------- | --- | --- | ------ | ---------- |
| 1    | Datei hochladen | Einsiedlerfels                                                    | HL-005                                | Hardegg KG: Hardegg GrStNr: 215/1 Standort | |        | 18.01.1927 |
| 1    | Datei hochladen | Johannesfelsen                                                    | HL-006                                | Hardegg KG: Hardegg GrStNr: 92 Standort | |        | 18.01.1927 |
| 1    | Datei hochladen | Reginafelsen                                                      | HL-007                                | Hardegg KG: Hardegg GrStNr: 290 Standort | |        | 18.01.1927 |
| 0 BW | Datei hochladen | Eiche                                                             | HL-051                                | Haugsdorf KG: Haugsdorf GrStNr: 324 Standort | Anmerkung: am angegebenen Ort steht keine Eiche, etwa 200 m nördlich an der Hauptstraße steht eine Eiche (ohne ND Tafel)                         |        | 09.01.1976 |
| 1    | Datei hochladen | Winterlinde                                                       | HL-018                                | Hollabrunn KG: Enzersdorf im Thale GrStNr: 1 Standort | |        | 02.03.1942 |
| 1    | Datei hochladen | Winterlinden                                                      | HL-019                                | Hollabrunn KG: Enzersdorf im Thale GrStNr: 4/1 Standort | |        | 01.02.1989 |
| 1    | Datei hochladen | Linden                                                            | HL-021                                | Hollabrunn KG: Mariathal GrStNr: 199/5 Standort | |        | 11.11.2008 |
| 0 BW | Datei hochladen | Schwarzföhre und Stieleiche                                       | HL-031                                | Hollabrunn KG: Raschala GrStNr: 244; 325 Standort | |        | 10.03.1942 |
| 1    | Datei hochladen | Wiesenparzelle                                                    | HL-063                                | Maissau KG: Gumping GrStNr: 209 Standort | |        | 29.10.1985 |
| 1    | Datei hochladen | Eibe                                                              | HL-058                                | Pernersdorf KG: Pfaffendorf GrStNr: 878/17 Standort | |        | 13.11.1980 |
| 1    | Datei hochladen | Granitblockstein und Umgebungsbereich in einem Radius von 5 Meter | HL-071 marterl.at: 12247              | Pulkau KG: Leodagger GrStNr: 658/2; 663 Standort | → Hauptartikel : Kalenderstein von Leodagger f1                                                                                                  |        | 24.07.1990 |
| 0 BW | Datei hochladen | 2 Eichen                                                          | HL-049                                | Pulkau KG: Pulkau GrStNr: 5572 Standort | Anmerkung: Objektvermutung |        | 08.07.1974 |
| 1    | Datei hochladen | Eibe                                                              | HL-035                                | Pulkau KG: Pulkau GrStNr: 5485/1 Standort | |        | 02.10.1952 |
| 1    | Datei hochladen | Steinpfahl „Teufelswand“                                          | HL-025                                | Pulkau KG: Pulkau GrStNr: 3869/1 Standort | |        | 26.01.1942 |
| 1    | Datei hochladen | Winterlinde                                                       | HL-043                                | Pulkau KG: Pulkau GrStNr: 5490 Standort | |        | 30.03.1966 |
| 1    | Datei hochladen | Pflanzenstandort                                                  | HL-032/002                            | Pulkau KG: Rafing GrStNr: 581 Standort | Wuchsort der in Österreich sehr seltenen Iris humilis subsp. arenaria                                                                            |        | 02.09.1941 |
| 1    | Datei hochladen | Sommerlinde                                                       | HL-044                                | Pulkau KG: Rafing GrStNr: 572 Standort | |        | 18.07.1941 |
| 0 BW | Datei hochladen | Heidenstein                                                       | HL-059                                | Retz KG: Hofern GrStNr: 493 Standort | Anmerkung: Objektvermutung / Grundstücksgenau |        | 15.04.1981 |
| 1    | Datei hochladen | Hangenstein                                                       | HL-061                                | Retz KG: Obernalb GrStNr: 2712; 2713 Standort | |        | 31.07.1981 |
| 1    | Datei hochladen | Kunsthöhlensystem „Schredlkeller“                                 | HL-004                                | Retz KG: Obernalb GrStNr: 2476/2; 2477; 2471; 2482; 2481; 2474/2; 2474/4; 2478; 2479; 2475/1; 2475/2; 2475/3; 2474/1; 2414/3; 2472/1; 2472/3; 2472/4; 2472/2 Standort | |        | 14.11.1984 |
| 0 BW | Datei hochladen | Maulbeerbaum                                                      | HL-047                                | Retz KG: Retz Altstadt GrStNr: 84 Standort | |        | 21.02.1974 |
| 1    | Datei hochladen | Eierstein                                                         | HL-060                                | Retz KG: Retz Altstadt GrStNr: 3512 Standort | |        | 16.04.1981 |
| 1    | Datei hochladen | Lebensraum f. seltene und gefährdete Fledermausarten              | HL-074                                | Retz, Hardegg KG: Hofern, Niederfladnitz GrStNr: 434/3, 1110/1; 1110/5 Standort                                                                                       | |        | 05.02.2009 |
| 1    | Datei hochladen | Heiliger Stein oder Schalenstein                                  | HL-057                                | Retzbach KG: Mitterretzbach GrStNr: 1222 Standort | → Hauptartikel : Heiliger Stein (Mitterretzbach) f1                                                                                              |        | 04.09.1980 |
| 1    | Datei hochladen | Eiche                                                             | HL-068                                | Retzbach KG: Unterretzbach GrStNr: 491 Standort | |        | 13.09.1988 |
| 1    | Datei hochladen | Zanitzerstein und Umgebungsbereich                                | HL-070                                | Schrattenthal KG: Schrattenthal GrStNr: 1337/2 Standort | |        | 01.08.1989 |
| 1    | Datei hochladen | Rotbuche                                                          | HL-055                                | Sitzendorf an der Schmida KG: Braunsdorf GrStNr: 27 Standort | Naturdenkmal steht auf Privatgrund |        | 31.05.1978 |
| 1    | Datei hochladen | 1 Winterlinde                                                     | HL-003                                | Sitzendorf an der Schmida KG: Frauendorf GrStNr: 1713/1 Standort | Südöstlich von Frauendorf an der Schmida steht eine mächtige Winterlinde. Ihr Stamm ist so dick, dass ihn zwei Erwachsene nicht umfassen können. |        | 18.01.1927 |
| 1    | Datei hochladen | Pflanzenstandort „Hornmelde“                                      | HL-040                                | Sitzendorf an der Schmida KG: Goggendorf GrStNr: 2613/2 Standort | |        | 07.09.1959 |
| 1    | Datei hochladen | Galgenberg                                                        | HL-046                                | Wullersdorf KG: Oberstinkenbrunn GrStNr: 1693/1; 1693/2 Standort | |        | 23.06.1972 |
| 1    | Datei hochladen | Kalvarienberg und die darauf befindlichen Trockenrasen            | HL-067 HERIS-ID: 5608 Objekt-ID: 1479 | Zellerndorf KG: Pillersdorf GrStNr: 238; 239; 240; 241; 246; 250/2 Standort                                                                                           | |        | 20.05.1985 |
| 0 BW | Datei hochladen | Rosskastanie, Linde                                               | HL-041                                | Ziersdorf KG: Dippersdorf GrStNr: 87/8 Standort | Anmerkung: Objektvermutung |        | 07.09.1959 |
| 1    | Datei hochladen | Linde                                                             | HL-069                                | Ziersdorf KG: Ziersdorf GrStNr: 3061/1 Standort | Anmerkung: Objektvermutung |        | 30.01.1989 |

## Ehemalige Naturdenkmäler
| Foto |                 | Name              | ID      | Standort                                                                        | Beschreibung                                                | Fläche | Datum      |
| ---- | --------------- | ----------------- | ------- | ------------------------------------------------------------------------------- | ----------------------------------------------------------- | ------ | ---------- |
| 0    | Datei hochladen | Eiche             | HL-052b | Grabern KG: Obergrabern GrStNr: 90                                              |                                                             |        | 26.09.1984 |
| 0    | Datei hochladen | Traueresche       | HL-038  | Hardegg KG: Riegersburg GrStNr: 64                                              |                                                             |        | 24.11.1955 |
| 0    | Datei hochladen | Pappel            | HL-065  | Haugsdorf KG: Jetzelsdorf GrStNr: 1872                                          |                                                             |        | 06.04.1987 |
| 1    | Datei hochladen | 2 Sommerlinden    | HL-045  | Hohenwarth-Mühlbach am Manhartsberg KG: Bösendürnbach GrStNr: 371/6 Standort    |                                                             |        | 27.08.1970 |
| 1    | Datei hochladen | 2 Spitzahorn      | HL-034  | Hohenwarth-Mühlbach am Manhartsberg KG: Bösendürnbach GrStNr: 69/2 Standort     |                                                             |        | 02.10.1952 |
| 0    | Datei hochladen | 4 Winterlinden    | HL-032  | Hollabrunn KG: Hollabrunn GrStNr: 126/4                                         |                                                             |        | 13.10.1951 |
| 0    | Datei hochladen | Schwarzföhre      | HL-031  | Hollabrunn KG: Raschala GrStNr: 195/1                                           |                                                             |        | 10.03.1942 |
| 0 BW | Datei hochladen | Eiche             | HL-010  | Hollabrunn KG: Sonnberg GrStNr: 143; 145/1 Standort                             |                                                             |        | 16.07.1982 |
| 0 BW | Datei hochladen | Schwarzföhre      | HL-031b | Hollabrunn KG: Raschala GrStNr: 244 Standort                                    | Anmerkung: Objektvermutung; vereinigt mit HL-031d zu HL-031 |        | 10.03.1942 |
| 0 BW | Datei hochladen | Stieleiche        | HL-031d | Hollabrunn KG: Raschala GrStNr: 325 Standort                                    | Anmerkung: vereinigt mit HL-031b zu HL-031                  |        | 10.03.1942 |
| 1    | Datei hochladen | Eschen            | HL-030  | Maissau KG: Eggendorf am Walde GrStNr: 1 Standort                               |                                                             |        | 20.06.1995 |
| 1    | Datei hochladen | Linde             | HL-052  | Nappersdorf-Kammersdorf, Kammersdorf 163 KG: Kammersdorf GrStNr: 100/1 Standort |                                                             |        | 11.06.1976 |
| 0 BW | Datei hochladen | Esche             | HL-053  | Pernersdorf KG: Peigarten GrStNr: 1551/19 Standort                              |                                                             |        | 26.07.1976 |
| 0    | Datei hochladen | Hubertusbildeiche | HL-050  | Pulkau KG: Pulkau GrStNr: 3705/1                                                |                                                             |        | 30.07.1974 |
| 0 BW | Datei hochladen | Linde             | HL-056  | Pulkau KG: Pulkau GrStNr: 5541/2 Standort                                       |                                                             |        | 07.08.1979 |
| 0    | Datei hochladen | Linde             | HL-062  | Pulkau KG: Pulkau GrStNr: 6276                                                  |                                                             |        | 09.09.1981 |
| 0 BW | Datei hochladen | Trauerweide       | HL-064  | Ravelsbach KG: Ravelsbach GrStNr: 117/3 Standort                                |                                                             |        | 09.09.1986 |
| 0 BW | Datei hochladen | 2 Lindenbäume     | HL-072  | Ravelsbach KG: Gaindorf GrStNr: 1613 Standort                                   |                                                             |        | 25.03.1992 |
| 0 BW | Datei hochladen | 1 Rosskastanie    | HL-001  | Sitzendorf an der Schmida KG: Braunsdorf GrStNr: 32 Standort                    |                                                             |        | 15.07.1936 |
| 1    | Datei hochladen | Pappel            | HL-066  | Haugsdorf KG: Jetzelsdorf GrStNr: 1403/2 Standort                               |                                                             |        | 06.04.1987 |
| 1    | Datei hochladen | Winterlinde       | HL-008  | Wullersdorf KG: Oberstinkenbrunn GrStNr: 387/13 Standort                        |                                                             |        | 18.01.1927 |
| 0 BW | Datei hochladen | 8 Stieleichen     | HL-033  | Wullersdorf KG: Wullersdorf GrStNr: 109/1 Standort                              |                                                             |        | 22.01.1952 |

| Foto:                    | Fotografie des Naturdenkmals. Klicken des Fotos erzeugt eine vergrößerte Ansicht. Daneben finden sich zwei Symbole: \| Weitere Bilder vorhanden \| Das Symbol bedeutet, dass weitere Fotos des Objekts verfügbar sind. Durch Klicken des Symbols werden sie angezeigt. \| \| Eigenes Foto hochladen \| Durch Klicken des Symbols können weitere Fotos des Objekts in das Medienarchiv Wikimedia Commons hochgeladen werden. \| |
| Name:                    | Bezeichnung des Naturdenkmals laut offiziellen Quellen |
| ID                       | Identifikator |
| Standort:                | Es ist die Gemeinde und falls vorhanden die Adresse angegeben. Darunter sind die Katastralgemeinde (KG) und die Grundstücksnummer angeführt. Durch Aufruf des Links Standort wird die Lage des Denkmals in verschiedenen Kartenprojekten angezeigt. |
| Beschreibung             | Kurze Beschreibung des Naturdenkmals |
| Fläche                   | Fläche des Naturdenkmals in Hektar (ha) |
| Datum                    | Datum oder Jahr der Unterschutzstellung |
| Weitere Bilder vorhanden | Das Symbol bedeutet, dass weitere Fotos des Objekts verfügbar sind. Durch Klicken des Symbols werden sie angezeigt. |
| Eigenes Foto hochladen   | Durch Klicken des Symbols können weitere Fotos des Objekts in das Medienarchiv Wikimedia Commons hochgeladen werden. |